# Самоновка
 Самоновка  — поселок в Нижнекамском районе Татарстана. Входит в состав  Шереметьевского сельского поселения.

## География
Находится в центральной части Татарстана на расстоянии приблизительно 41 км по прямой на юг-юго-запад от районного центра города Нижнекамск на речке Оша.

## История
Основан в 1930-х годах как Самоновское отделение совхоза “Прикамский”.

## Население
Постоянных жителей было: в 1949 - 57, в 1958 - 127, в 1970 - 65, в 1979 - 113, в 1989 - 63, в 2002 − 56 (русские 52%, татары 35%), 34 в 2010.